# Euthyneure
Une disposition euthyneure est une disposition particulière du système nerveux des gastéropodes opisthobranchia 
(dont les branchies sont situées à l'arrière de l'animal) et pulmonata. En effet, à la suite d'une torsion incomplète ou 
complète suivie d'une détorsion de la larve véligère le système nerveux demeure non croisé.
Dans le cas d'une torsion de la larve responsable d'un croisement des connectifs entre les ganglions du système nerveux,
on parle d'un système nerveux streptoneure.